# Stjepan Jukić
Pour les articles homonymes, voir Jukić.
Stjepan Jukić est un footballeur croate né le 10 décembre 1979.